# RU-DA
RU-DA byla protinacistická levicová odbojová skupina působící v Protektorátu Čechy a Morava. Ve své činnosti se zaměřovala na získávání zpravodajských informací.

## Historie
Organizaci založil Rudolf Císař. Mezi spoluzakladatele patřili i členové předmnichovského Výboru na pomoc demokratickému Španělsku či členky ženského klubu Národní rady české. Spolupracovníky organizace získávala v jižních a západních Čechách, na Českomoravské vrchovině, Královéhradecku, na Ostravsku a ve Slezsku, kde navázala kontakty s polským odbojem. Napojena byla na zpravodajské důstojníky působící na sovětském konzulátu v Praze. Své informace předávala pomocí kurýrního spojení přes diplomaty neutrálních zemí.
V létě 1941 zatklo gestapo několik příslušníků organizace. Samotný Císař byl s dalšími vedoucími členy organizace zatčen na podzim 1941. Většinu jejich činnosti gestapo ale neznalo a proto je považovalo za bezvýznamné odbojáře.

## Činnost
Svou činnost organizace zaměřila především na získávání zpravodajských informací a jejich předávání Spojencům. Důležitý kontakt měla ve zbrojní výrobě Škodovky, odkud získávala informace o výzbroji dodávané německé armádě, informace získávala i z německé tajné laboratoře na Albertově, kde Němci prováděli teoretické a laboratorní výzkumy v oblasti štěpení atomu. Dále shromažďovala informace z pražských letišť o počtech a typech letadel či výrobě v leteckém průmyslu.
Nejvýznamnější akcí organizace bylo podplacení několika úředníků německých okupačních úřadů včetně pracovnic telefonní ústředny při úřadu K. H. Franka. Od nich za úplatu odbojáři získávali tajné dokumenty přicházející z říšského kancléřství, velitelství RSHA či berlínského ústředí NSDAP. V létě 1941 se ale gestapu podařilo tyto zdroje odhalit a několik odbojářů včetně tří telefonistek skončilo na popravišti.